# 愛鳥週間
愛鳥週間（あいちょうしゅうかん）とは、日本において野鳥保護思想普及のために鳥類保護連絡協議会が設けた5月10日から5月16日までの一週間である。バードウイークとも言う。

## 概要
アメリカ合衆国では1894年にペンシルバニア州オイル市の教育長のバブコック（Charles Almanzo Babcock）により、5月4日が「バードデー」（Bird Day）に定められた。日本では、アメリカ人の鳥類学者のオリバーL.オースチン（Oliver L. Austin）の提唱により、1947年（昭和22年）4月10日に、「バードデー」が定められた。4月10日は北の地方の一部はまだ積雪があるという理由で、のちに1ヶ月ずらし、5月10日とされた。その後1950年（昭和25年）に、5月10日から16日までの7日間が「愛鳥週間」（バードウィーク）に定められた。毎年この期間に「全国野鳥保護のつどい」が開催され、野生生物の保護に顕著な功績に対して「野生生物保護功労者表彰」の式典が行われている。2012年（平成24年）5月12日に新潟県長岡市で『里山と私たち～トキの野生復帰に向けて～』のテーマで、愛鳥シンポジウムが開催された。公益財団法人日本鳥類保護連盟により、1968年（昭和43年）から「愛鳥週間用ポスター原画コンクール」が開催され、2010年（平成22年）から愛鳥標語募集が行われている。野鳥な活動が活発になるこの時期に、野鳥を通してそれを取り巻く環境の自然保護の大切さを知り広めていくことを目的としている。

## 記念切手

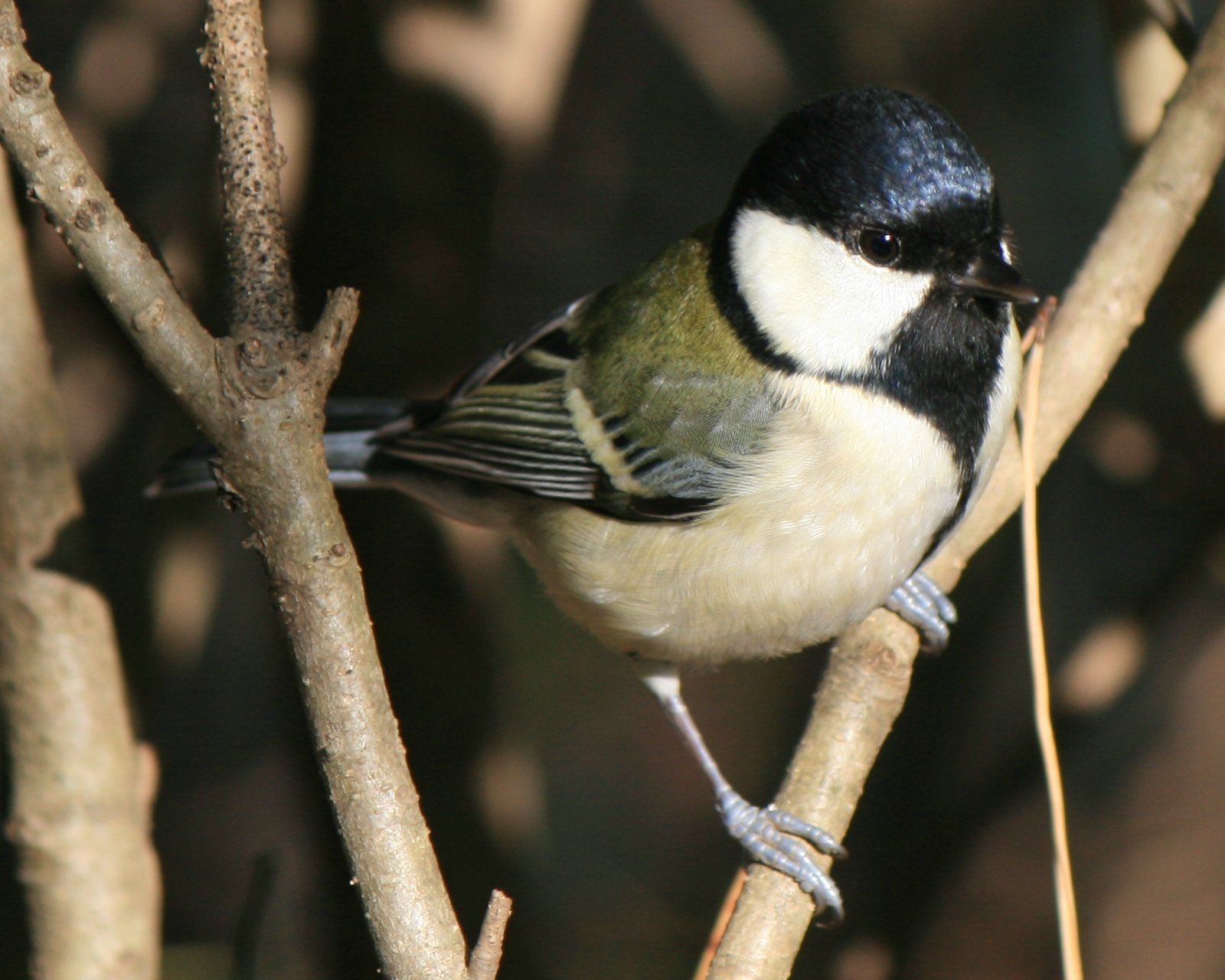
1971年（昭和46年）に第25回愛鳥週間の記念切手に採用されたシジュウカラ

愛鳥週間に合わせて、以下の記念切手が発行されている。
- サシバの群れ - 1963年（昭和38年）5月10日、琉球郵政（沖縄切手）、3セント切手
- リュウキュウツバメ - 1966年（昭和41年）5月10日、琉球郵政（沖縄切手）、3セント切手
- シジュウカラの親子と巣箱 - 1971年（昭和46年）、第25回愛鳥週間、15円切手
- キビタキと野鳥観察 - 1996年（平成8年）、第50回愛鳥週間、80円切手（2種連刷）